# Douglas Luiz
Douglas Luiz Soares de Paulo (sinh ngày 9 tháng 5 năm 1998), thường được biết đến với tên gọi Douglas Luiz, là một cầu thủ bóng đá chuyên nghiệp người Brazil hiện đang thi đấu ở vị trí tiền vệ cho câu lạc bộ Serie A Juventus và đội tuyển bóng đá quốc gia Brasil.
Douglas Luiz trưởng thành từ lò đào tạo bóng đá Vasco da Gama ở Rio de Janeiro. Năm 2017, anh được Manchester City ký hợp đồng khi 19 tuổi nhưng chưa thi đấu trận chính thức nào trong thời gian ở câu lạc bộ do vấn đề về hợp đồng và chuyển đến thi đấu cho câu lạc bộ Girona tại La Liga dưới dạng cho mượn hai lần. Ngày 7 tháng 12 năm 2019, Aston Villa ký hợp đồng với Luiz. 
Anh từng là thành viên của đội tuyển Olympic Brazil giành huy chương vàng tại Thế vận hội mùa hè 2020 diễn ra tại Tokyo.

## Đời tư
Từ năm 2021 đến năm 2022, Douglas hẹn hò với Alisha Lehmann cũng là một cầu thủ bóng đá đang thi đấu của câu lạc bộ nữ Aston Villa.

## Danh hiệu
Aston Villa
- Á quân EFL Cup: 2019–20[4]

U-23 Brazil
- Huy chương Vàng Thế vận hội: 2020[5]

- Giải đấu Toulon: 2019[6]

Brazil
- Copa América á quân: 2021[7]

Cá nhân
- Campeonato Carioca Đội hình của năm: 2017[8]

- Giải đấu Toulon

Cầu thủ xuất sắc nhất: 2019
- Giải đấu Toulon

Đội hình xuất sắc nhất: 2019
- Cầu thủ xuất sắc nhất mùa giải do cổ động viên Aston Villa bầu chọn: 2022–23

- Cầu thủ xuất sắc nhất của Aston Villa: mùa giải 2022–23